# Seismisk bølge
 Der er for få eller ingen kildehenvisninger i denne artikel, hvilket er et problem. Du kan hjælpe ved at angive troværdige kilder til de påstande, som fremføres i artiklen.

Seismiske bølger er trykbølger og forskydningsbølger, som udbreder sig gennem jorden eller andre elastiske legemer, som for eksempel er resultatet af et jordskælv, eksplosion eller andre processer, som udøver et pulsende tryk eller forskydning. Seismiske bølger bliver studeret af seismologer og seismiske bølger kan måles af en seismograf, som gemmer outputet af et seismometer eller geofon.

## Typiske bølger ved jordskorpen
P-bølger (primærbølger) er længdebølger og S-bølger (sekundærbølger) er tværbølger. S-bølgers hastighed er omkring 60% af P-bølgers i et givent materiale.
P-bølger er dem der kommer først – de primære. De er efterfulgt af s-bølgerne der ankommer derefter – de sekundære. Til sidst ser vi l-bølgerne som ankommer til sidst og som har en lang bølgelængde.
P og S bølgerne kaldes for forløbende mens l-bølgerne udgør hovedfasen.
Det er l-bølgerne i hovedfasen udgør den største skade. l-bølgerne udbreder sig langs jordoverfladen, mens dens søskende udbreder sig gennem jorden. p-bølger som trykbølger eller længdebølger (når materialet skiftevis presses samen og strækkes parallelt med bevægelsesretningen og s-bølgerne som svingninger eller tværbølger (svingningsbevægelse vinkelret på bevægelsesretningen).
Man skelner mellem 2 slags l-bølger:
- L-bølger; Love-bølger får jordoverfladen til at bevæge sig i det vandrette plan fra side til side.
- R-bølger; Rayleigh-bølger der er en blanding af længde og tværbølger.

love-bølger er de hurtigste af de to – og når de får undergrunden til at svinge fra side til side, kan husenes øvre partier have svært ved at følge med svingninger – resultat – sammenstyrtning.

## Notation og udbredelsesveje
Bølgeudbredelsen en seismisk bølge tager mellem fokus og observationsstedet gennem Jorden bliver ofte tegnet som et strålediagram. Et eksempel af dette vises i figuren med underteksten "Jordskælvsbølgers udbredelse". Når der også tages højde for refleksioner, er der nærmest et uendeligt antal udbredelsesveje en seismisk bølge kan tage. Et givent "ensartet" udbredelsesafsnit mærkes med et bogstav, som beskriver retningen og faser gennem jorden. Generelt viser store bogstaver en transmiteret bølge og små bogstaver en reflekteret bølge. Der ser ud til at være følgende undtagelser – "g" og "n". Notationen er fra An Introduction to the Theory of Seismology, 4th ed. og International Handbook of Earthquake and Engineering Seismology, Volume 1:
- c – bølgen reflekteres af den ydre kerne
- d – en bølge som er blevet reflekteret fra en diskontinuitet i en dybde d
- g – en bølge som kun udbreder sig gennem jordskorpen
- i – en bølge som reflekteres af den indre kerne
- I – en P-bølge i den indre kerne
- h – en refleksion af en diskontinuitet i den indre kerne
- J – en S-bølge i den indre kerne
- K – en P-bølge i den ydre kerne
- L – en Love-bølge
- n – en bølge som udbreder sig langs med grænsen mellem jordskorpen og jordkappen
- P – en P-bølge i jordkappen
- p – en P-bølge der kommer op til jordoverfladen fra fokus
- R – en Rayleigh-bølge
- S – en S-bølge i jordkappen
- s – en S-bølge der kommer op til jordoverfladen fra fokus
- w – bølgen der reflekteres af bunden af verdenshavet
- Intet bogstav når en bølge reflekteres af jordoverfladen

For eksempel:

ScP er en bølge som begynder rejsen mod jordens centrum som en S-bølge. Når den når den ydre jordkerne reflekterer den som en P-bølge.